# 冯叔瑜
冯叔瑜（1924年6月20日—2025年4月14日），四川邻水县人，中国爆破工程专家，中国铁道科学研究院研究员。

## 生平
1948年毕业于交通大学，1955年获列宁格勒铁道运输工程学院科学技术副博士学位。1995年当选为中国工程院院士。